# 序列式半自动变速器

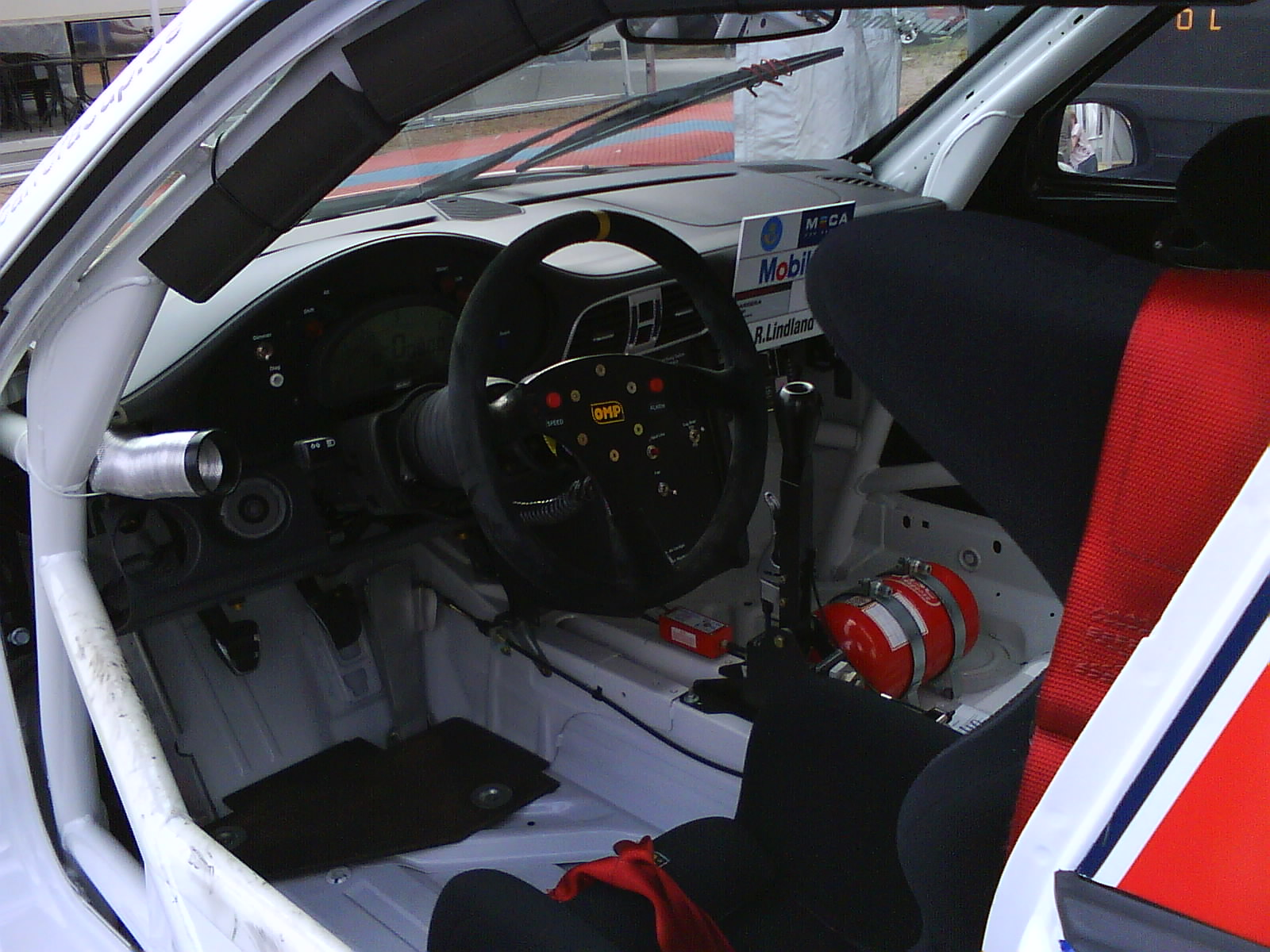
高性能賽車的手排變速器圖片：2009 年 Falkenbergs Motorbana 比賽中，Roar Lindland 駕駛的保時捷卡雷拉杯斯堪的納維亞賽車內部。

序列式半自动变速器（英語：Sequential manual gearbox，簡稱：SMG），是一種用於電單車或高性能賽車的手排變速器，有別於傳統「H」型檔位的變速器，駕駛者只可以順序換檔，即是說從三檔只可以換到二檔或四檔，不可以直接跳到一檔或五檔。
結構上，序列式半自動變速器大多使用爪形離合器。一般而言，拉下換檔桿換高一檔，將之推前降低一檔。換檔桿連接着一個棘輪裝置，將推拉的動作化為旋轉的動力，進而轉動一個切換鼓，鼓內有三至四排齒狀機械及一個換擋撥叉，切換鼓旋轉時撥叉會與齒狀機械齧合，並且切換至指定的檔次。好處是每次轉檔不再需要鬆開離合器，可以大大縮短轉檔的時間。

## 商業應用
由於體積相對細小，大多現代的電單車都採用序列式半自動變速器。在汽車方面，BMW車廠在1990年代曾經將這技術應用於其高性能M3轎跑車之中，直到雙離合變速箱開始成熟才被淘汰。